# Islas Menarias
Islas Menarias es una denominación toponímica de la Antigüedad, debida a Plinio el Viejo (Maenariae insulae en latín), y que este autor romano localiza de forma imprecisa, pudiendo referirse a cualquier isla entre Ibiza y Mallorca. Tanto puede referirse a las islas del archipiélago de Cabrera (Isla de Cabrera e Isla Conejera, ambas en el Parque nacional marítimo-terrestre del Archipiélago de Cabrera) como a los islotes de la Bahía de Palma u otros de la costa meridional mallorquina, como Na Moltona o La Porraza.
Junto a las Islas Menarias, Plinio nombra una que denomina Parva Hannibalis (identificable quizá con Conejera, y que ha dado lugar a la leyenda del origen mallorquín de Aníbal) y otra que denomina Tiquadra o Ticuadra. La enumeración que hace Plinio no tiene por qué corresponder a un itinerario u ordenación espacial, y se ha interpretado como intencional por orden de importancia, con lo que después de Cabrera (Capraria), vendrían las islas Menarias (Menariae), Ticuadra (Tiquadra) y la "pequeña" de Aníbal (parva Hannibalis).

A maiore XII in altum abest Capraria, insidiosa naufragiis, et e regione Palmae urbis Menariae ac Tiquadra et parva Hannibalis.
Apartada de la mayor en alto mar doce millas, está la isla Capraria, peligrosa con los naufragios, y frontero de la ciudad de Palma, están las Menarias, y la Tiquadra, y la pequeña de Aníbal.
Texto original de Plinio y traducción de Jerónimo de Huerta (1624).